# 3 Skulls of the Toltecs
3 Skulls of the Toltecs (englisch; auf Deutsch etwa Drei Schädel der Tolteken) ist ein vom spanischen Studio Revistronic entwickeltes und 1996 von Warner Interactive veröffentlichtes Point-and-Click-Adventure im Comic-Stil. Es ist thematisch im Wilden Westen angesiedelt und wurde 2004 mit Fenimore Fillmore – The Westerner fortgesetzt.

## Handlung
Arizona im Jahre 1866. Der treffsichere Pistolero Fenimore Fillmore kommt in die Gegend von Big Town und gerät in eine Schießerei zwischen Gangstern und einem Geschäftsmann, welcher im Gefecht mehrmals angeschossen wird und einen goldenen Schädel an die Diebe verliert. Im Sterben liegend kann der Mann Fenimore noch schnell die Geschichte von den drei goldenen Schädeln und deren Bedeutung für die Suche nach dem Schatz der Tolteken berichten, ehe er stirbt.
Fenimore macht sich auf, die drei goldenen Schädel, welche den Schlüssel zum Schatz darstellen, zu finden, und kreuzt dabei immer wieder die Wege des dem weltlichen Reichtum zugewandten Mönchs Bruder Anselmo und des desertierten französischen Generals Lecomte, welche ebenfalls hinter dem Schatz her sind.
Auf seiner Suche muss Fenimore viele Gefahren überstehen, Hindernisse überwinden und Rätsel lösen. So begegnet er unterwegs beispielsweise Feuerwasser zugetanen Indianern, einem Soldatenfort, unterbelichteten Hilfssheriffs, schwerhörigen Telegraphisten sowie mexikanischen Revolutionären und ihrem unter Amnesie leidenden Anführer, dem Fenimore unter anderem bei der Rückeroberung einer von Franzosen besetzten Klosterfestung helfen soll.
Das Spiel erinnert mit seinen an gezeichnete Charaktere und Orte angelehnten Ambiente an die ersten Teile der Baphomets-Fluch-Reihe. Die Geschichte ist nicht übermäßig witzig, veralbert aber durch ihre Aufmachung und Art gekonnt Stereotype aus den meisten US-amerikanischen Western und etlichen europäischen Spaghettiwestern.

## Spielprinzip und Technik
Der Bildschirm ist dreigeteilt in die Spieloberfläche, einen Bereich für Aktionsverben und das aus Icons und Piktogrammen bestehende Inventar der Spielfigur, durch welches man sich per Mausklick auf stilisierte Richtungspfeile hindurch bewegen kann.
Die Spielsteuerung erfolgt ausschließlich mit der Maus. Der dazugehörige Cursor auf der Spieloberfläche ist in Form eines Fadenkreuzes dargestellt.
In Anlehnung an die aus den LucasArts-Spielen bekannte SCUMM-Steuerung werden auf der Oberfläche benutzbare Objekte und Personen in einer über den Aktionsverben und dem Inventar eingefügten Zeile farblich und in Worten dargestellt. Zusätzlich werden die zum Objekt oder zur Person passenden Aktionsverben farblich hervorgehoben, welche man dann per Rechtsklick der Maus auswählt.
Sonstige Anwahlen werden durch die linke Maustaste getätigt. Interaktionen zwischen Inventarobjekten entweder untereinander oder mit Objekten und Personen auf der Spieloberfläche werden durch Klicken auf das jeweilige Aktionsverb ausgelöst.

## Entwicklungs- und Veröffentlichungsgeschichte
Seit 2011 wurde im ScummVM-Projekt an einer Spiel-Engine für 3 Skulls of the Toltecs gearbeitet und 2013 fertiggestellt. Mit ScummVM lässt es sich auf Dutzenden anderer Plattformen spielen.
Im März 2019 veröffentlichte das britische Studio Casual Brothers über die digitalen Vertriebsplattformen Steam und GOG eine Version, die auf modernen Windows-Computern lauffähig ist.

## Rezeption
Das deutsche Computerspielemagazin PC Player lobte die „saubere“ Grafik und die „witzigen“ Animationen sowie insbesondere die deutsche Sprachausgabe. Redakteurin Monika Stoschek kritisierte teils umständliche Wegführung sowie ein unübersichtliches Inventar. In Summe sei 3 Skulls of the Toltecs dennoch ein „erfreulicher Neuling im Genre“.